# Earl of Aboyne
Earl of Aboyne ist ein erblicher britischer Adelstitel in der Peerage of Scotland.
Familiensitz der Earls ist Aboyne Castle in Aberdeenshire.

## Verleihung und Geschichte des Titels
Der Titel wurde am 10. September 1660 von König Karl II. an den Royalisten Lord Charles Gordon, einen jüngeren Sohn des George Gordon, 2. Marquess of Huntly, verliehen. Zusammen mit der Earlswürde wurde ihm der nachgeordnete Titel Lord Gordon of Strathavon and Glenlivet verliehen.
Seinem Ururenkel, dem 5. Earl, wurde am 11. August 1815 in der Peerage of the United Kingdom auch der Titel Baron Meldrum, of Morven in the County of Aberdeen verliehen. Zudem erbte er 1836 beim Erlöschen der Nachfahrenlinien der älteren Brüder des 1. Earls auch den Titel 9. Marquess of Huntly. Das Earldom of Aboyne ist seither ein nachgeordneter Titel des jeweiligen Marquess of Huntly und der älteste Sohn des jeweiligen Marquess führt als Titelerbe (Heir apparent) seither den Höflichkeitstitel Earl of Aboyne.

## Liste der Earls of Aboyne (1660)
- Charles Gordon, 1. Earl of Aboyne († 1681)
- Charles Gordon, 2. Earl of Aboyne († 1702)
- John Gordon, 3. Earl of Aboyne († 1732)
- Charles Gordon, 4. Earl of Aboyne (um 1726–1794)
- George Gordon, 9. Marquess of Huntly, 5. Earl of Aboyne (1761–1853)
- Charles Gordon, 10. Marquess of Huntly, 6. Earl of Aboyne (1792–1863)
- Charles Gordon, 11. Marquess of Huntly, 7. Earl of Aboyne (1847–1937)
- Douglas Gordon, 12. Marquess of Huntly, 8. Earl of Aboyne (1908–1987)
- Granville Gordon, 13. Marquess of Huntly, 9. Earl of Aboyne (* 1944)

Heir apparent ist der Sohn des aktuellen Titelinhabers Alastair Gordon, Earl of Aboyne (* 1973).